# Grupo Saudi Binladin

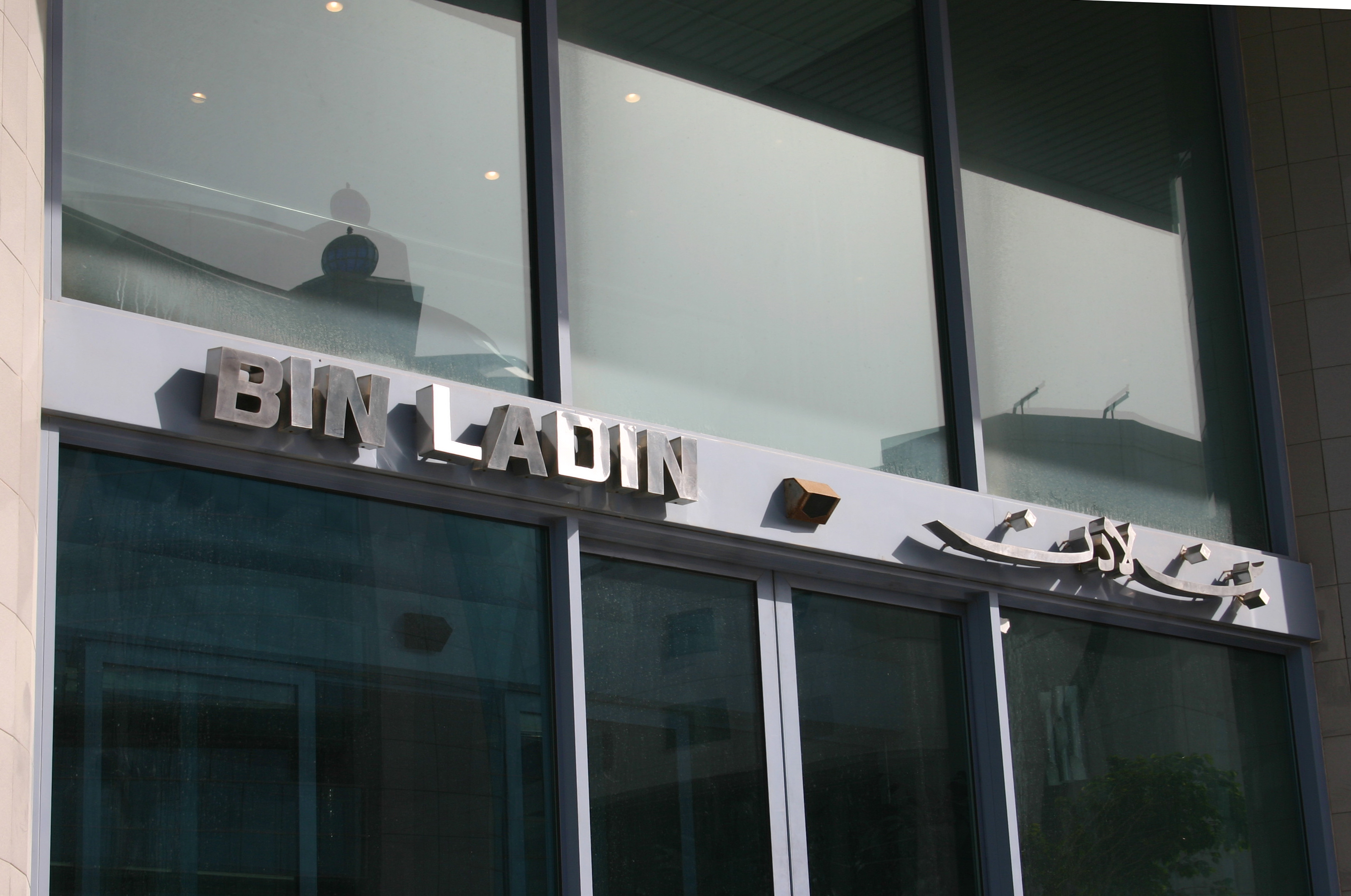
Oficinas del GrupoSaudi Binladin en Dubái, Emiratos Árabes Unidos.

El Grupo Saudi Binladin (SBG) es un conglomerado y holding que controla todas las actividades de adquisición, propiedad de la familia Bin Laden, localizado en Yeda, Arabia Saudita.

## La descripción
El Grupo Saudí Binladin fue fundada en 1950 por el patriarca de familia, el Jeque Mohammed bin Laden, quien tenía la buena suerte de entablar amistad con el fundador del país, el monarca saudita Ibn Saud, teniendo una relación que condujo a contratos importantes de gobierno, como el restaurar los lugares santos de La Meca y Medina.
Después de la muerte del Jeque Mohammed bin Laden en 1968, el grupo fue encabezado por Mohammed Bahareth, el hermano de la primera esposa de Mohammed y el tío de sus hijos más viejos. En 1972, el Jeque Salem bin Laden, el hijo mayor, asumió como el sucesor de su padre, con la ayuda de varios hermanos. Sobre la muerte de Salem en un accidente de avión en 1988, la jefatura del grupo pasó a su hijo mayor, Bakr bin Laden, el presidente corriente, con trece otros hermanos que constituyen el consorcio del grupo de bin Laden, el más importante de estos serásHassan, Yeslam y Yehia. En 2002 la empresa tenía 35.000 empleados por todo el mundo, y un costo 5 mil millones de dólares.

## Actividades corrientes
El grupo de Bin Laden está representado en la mayoría por las ciudades sauditas Riad, Damman y en varias capitales árabes (Beirut, El Cairo, Amán, Dubái). Según un resumen reciente por PBS De primera línea: mil millones.
- En Egipto el Grupo Saudí Binladin es encabezado por Abdul Aziz bin Laden, y representa el grupo de equidad privado más grande de propiedad extranjera de aquel país, con más de 40.000 empleados. Corrientemente negociando un contrato de 400 millones de dólares para construcción de una planta de papel, juntos con el Grupo Shobokshi de Arabia Saudita.

- En Líbano el Grupo Saudí Binladin, representado por Yehia bin Laden, después de la Guerra del Líbano de 2006) sosteniendo negociaciones con los municipios por 50 millones de dólares en el proyecto de reconstruir el El Distrito Central de Beirut dentro del marco del Proyecto Solididaridad y en la conjunción con el Grupo Dallah Al-Baraka y el consorcio del Khalid bin Mahfouz.

Internacionalmente las operaciones del Grupo son manejadas desde Ginebra, la sede de la empresa se encuentra en Suiza Saudi Investment Company (SICO), encabezadas por Yeslam bin Ladin. El grupo también establece una firma representativa en Londres, Binexport, en noviembre de 1990.
El 20 de diciembre de 2005, el gobierno de Arabia Saudita concedió un consorcio de empresas sauditas y Emiratos Árabes Unidos, incluyendo el Grupo saudita Binladin, un contrato de 26.6 mil millones de dólares para construir la Ciudad Económica Rey Abdullah.